# Anna Zborowska
Anna Zborowska, née Sierzpowska (née le 16 avril 1885 à Zakroczym en Pologne et morte le 2 septembre 1978 à Paris) , compagne du marchand d'art Léopold Zborowski et modèle des peintres, elle joue un rôle important dans la reconnaissance du talent d'Amedeo Modigliani ,.

## Biographie
Issue d'une noblesse polonaise appauvrie,, Anna Sierzpowska est la fille de Maurycy Sierzpowski et Józefina née Jaczewska. Ses parents meurent alors qu'elle n'est encore qu'une enfant. Anna et sa sœur Zofia sont élevées à Lublin par leur oncle maternel, le docteur Kazimierz Jaczewski.
Pendant plusieurs années, Anna enseigne la géographie dans un lycée pour filles de Lublin. En 1910, Anna se rend à Paris où elle retrouve sa sœur Zofia, étudiante en droit qui obtiendra sa license et épousera son compatriote Franciszek Brabander, étudiant en médecine polonais en 1916.
Habitant chez sa sœur, Anna donne des cours. En raison de ses bonnes manières, de sa force de caractère et de son style décontracté, elle est considérée par beaucoup comme une aristocrate. Fin 1914, elle rencontre au café de la Rotonde Léopold Zborowski juste avant que celui-ci ne soit envoyé dans un camp de prisonniers civils à Argenton-sur-Creuse en tant que citoyen austro-hongrois. La Pologne étant alors partagée entre l’Autriche-Hongrie, l’Allemagne et la Russie tsariste. La ils échangeront des courriers et à son retour, elle l’hébergera dans l’appartement de sa sœur et l’aidera à reprendre ses activités. Amoureux, ils ne se quittent plus, et s'installent ensemble.
C'est Moïse Kisling qui aide le couple polonais et fait découvrir à Zborowski le monde de la bohème parisienne. Ils sont voisins. Kisling loue un appartement spacieux au cinquième étage d'un immeuble au n° 3 de la rue Joseph Bara, et les Zborowski louent deux pièces sombres avec une cuisine à l'étage inférieur. Léopold devient le marchand d'art de Kisling et Anna son modèle.
Anna et Léopold sont également amis et représentants de Modigliani. Ils installent son atelier chez eux, dans leur plus grande pièce, et fournissent à l’artiste matériel et modèles. Ils posent souvent eux-mêmes pour lui, grâce à quoi Zborowski est le marchand d'art le plus souvent immortalisé sur toile, et Anna devient un modèle recherché. Lorsque le peintre italien la peint nue, l'amie de la maison, Ludwika Czechowska, joue le rôle de chaperon. Anna pose pour Modigliani une quinzaine de fois.
Durant les derniers mois de la Première Guerre mondiale, alors que Paris subit des raids aériens et que l’état de santé de Modigliani se dégrade, Leopold Zborowski envoie à ses frais l’artiste sur la Côte d’Azur. Les Zborowski, Modigliani et sa compagne Jeanne Hébuterne, Foujita et sa compagne Fernande Barrey, ainsi que de Soutine, se rendent à Nice et Cagnes-sur-Mer. En novembre 1918, Jeanne donne naissance à Nice à une petite fille appelée Giovanna. Durant ce séjour, Modigliani réalise certaines de ses œuvres les plus fortes, peignant des portraits d’enfants, de domestiques et d’autres anonymes locaux et s’essayant même aux paysages. Il fera aussi plusieurs portraits de Anna.
Zborowski signe un contrat aussi avec Maurice Utrillo. Parmi les œuvres de l'artiste se trouve un portrait de Leopold et Anna. Il est unique, car le peintre autodidacte est surtout célèbre pour ses paysages. Zborowski s'occupe également du peintre Chaïm Soutin, en lui offrant en 1918 un séjour dans les Pyrénées de Céret, où Soutine réalise une série de paysages, puis en concluant un contrat avec lui en 1919.
Anna joue un rôle important dans les activités de son compagnon. Très impliquée, associée étroitement à son travail de marchand, elle le seconde efficacement dans ses activités, et dans leur galerie rue de Seine, ouverte en avril 1926 où ils exposent André Derain, Pinchus Krémègne, Chaïm Soutine, Marc Chagall, André-François Breuillaud, René Iché, Eugène Ebiche, Maurice Utrillo, ainsi que Toulouse-Lautrec, Renoir et Paul Cézanne.
Mais la crise économique mondiale de 1929 affecte le commerce de l'art. Les derniers mois de sa vie sont difficiles. Après une grave maladie, Zborowski meurt en 1932 dans la pauvreté des suites d'une grave maladie, à l'âge de 43 ans seulement. Il est enterré dans une tombe pour les pauvres. Criblée de dettes, Anna est obligée de fermer leur galerie.
Lors de la Seconde Guerre mondiale, Anna s'installe en zone libre dans le Midi de la France. La sœur d'Anna et son mari, Zofia et Franciszek Brabander, restent à Paris, actifs dans une organisation de résistants d'origine polonaise en France, POWN (Organisation polonaise de lutte pour l'indépendance). Le 29 septembre 1942, la Gestapo arrête à leur domicile le couple, leur fils Romuald âgé de seize ans et leur fille Helena âgée de dix-neuf ans. Ils sont déportés à Auschwitz. Zofia, Helena et Franciszek n'en reviendront pas.
Anna Zborowska meurt à Corbeil-Essonnes le 2 septembre 1978, et est inhumée au cimetière du Père-Lachaise (89e division).
À son décès, Romuald Brabander, son neveu, réunit Léopold et Anna dans un même caveau. Anna avait demandé une tombe blanche et des fleurs blanches. Romuald fait apposer aussi une plaque commémorant les décès des membres de la famille Brabander : sa mère Zofia, son père Brabander et sa sœur Helena (nièce d'Anna), décédés tragiquement pendant la Seconde Guerre mondiale.
Anna a écrit des mémoires. Ils paraissent aux éditions L’Échoppe en 2015 sous le titre Modigliani et Zborowski.

## Portraits d'Anna

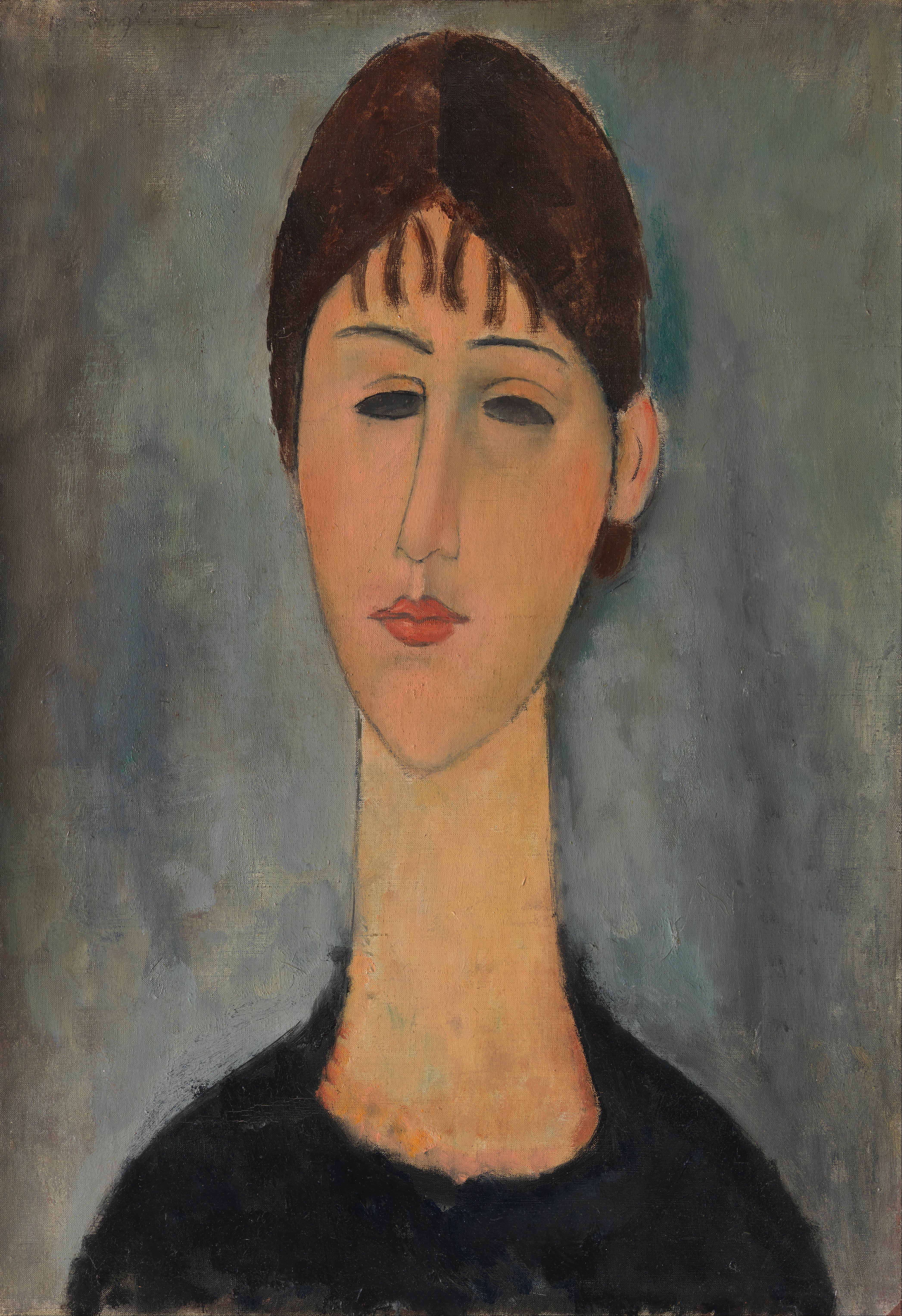
Amedeo Modigliani - Portrait de Mme Zborowska
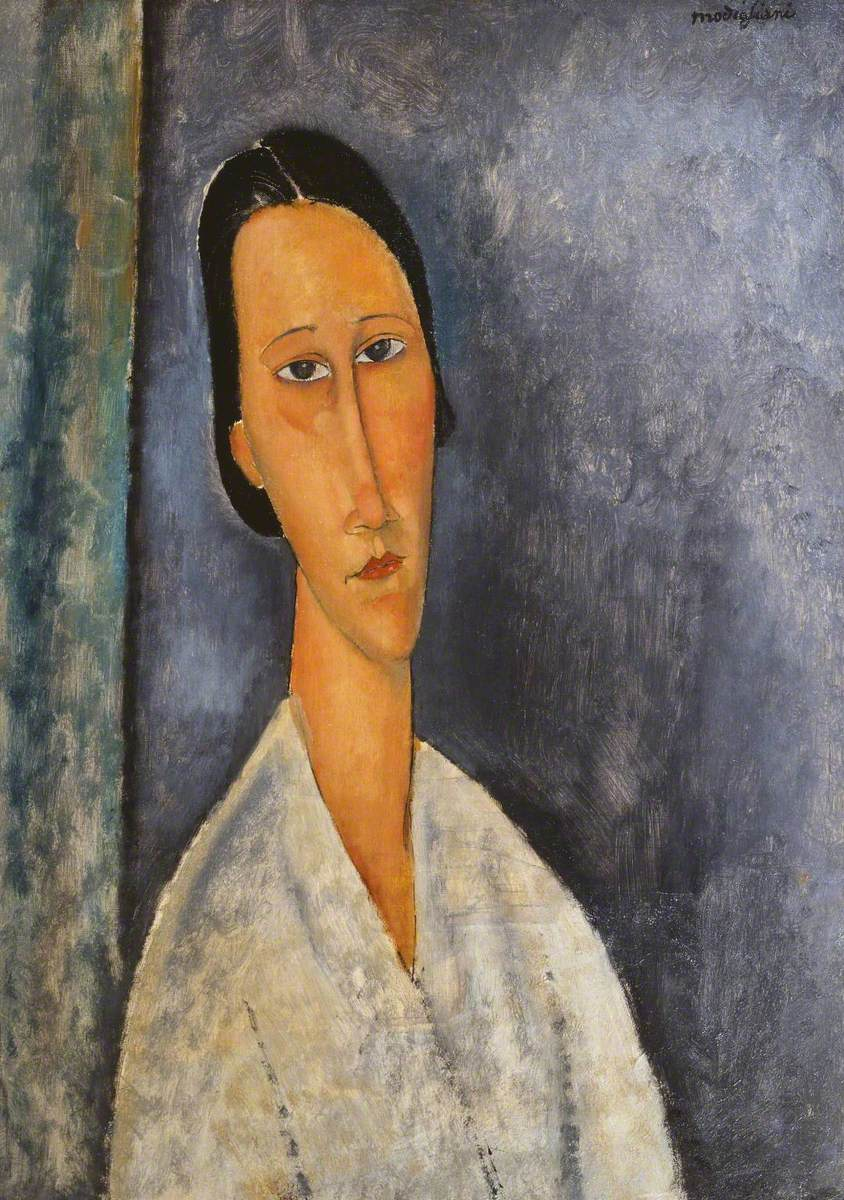
Amedeo Modigliani - Madame Zborowska - Tate
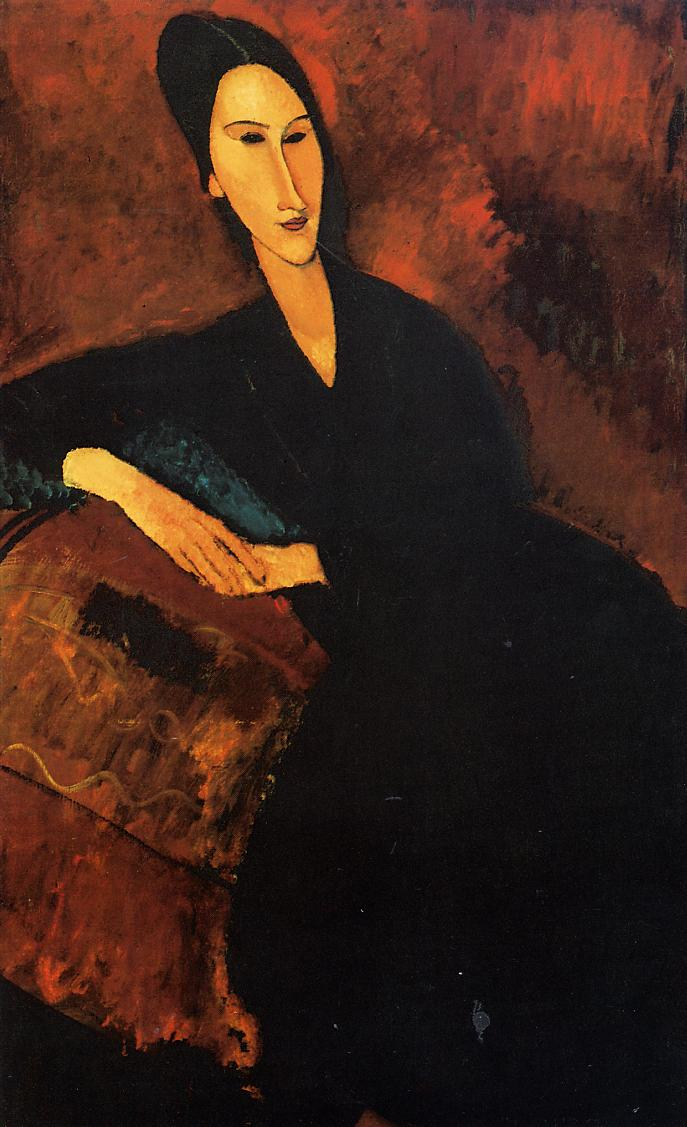
Amedeo Modigliani - Anna Zborowska 1917
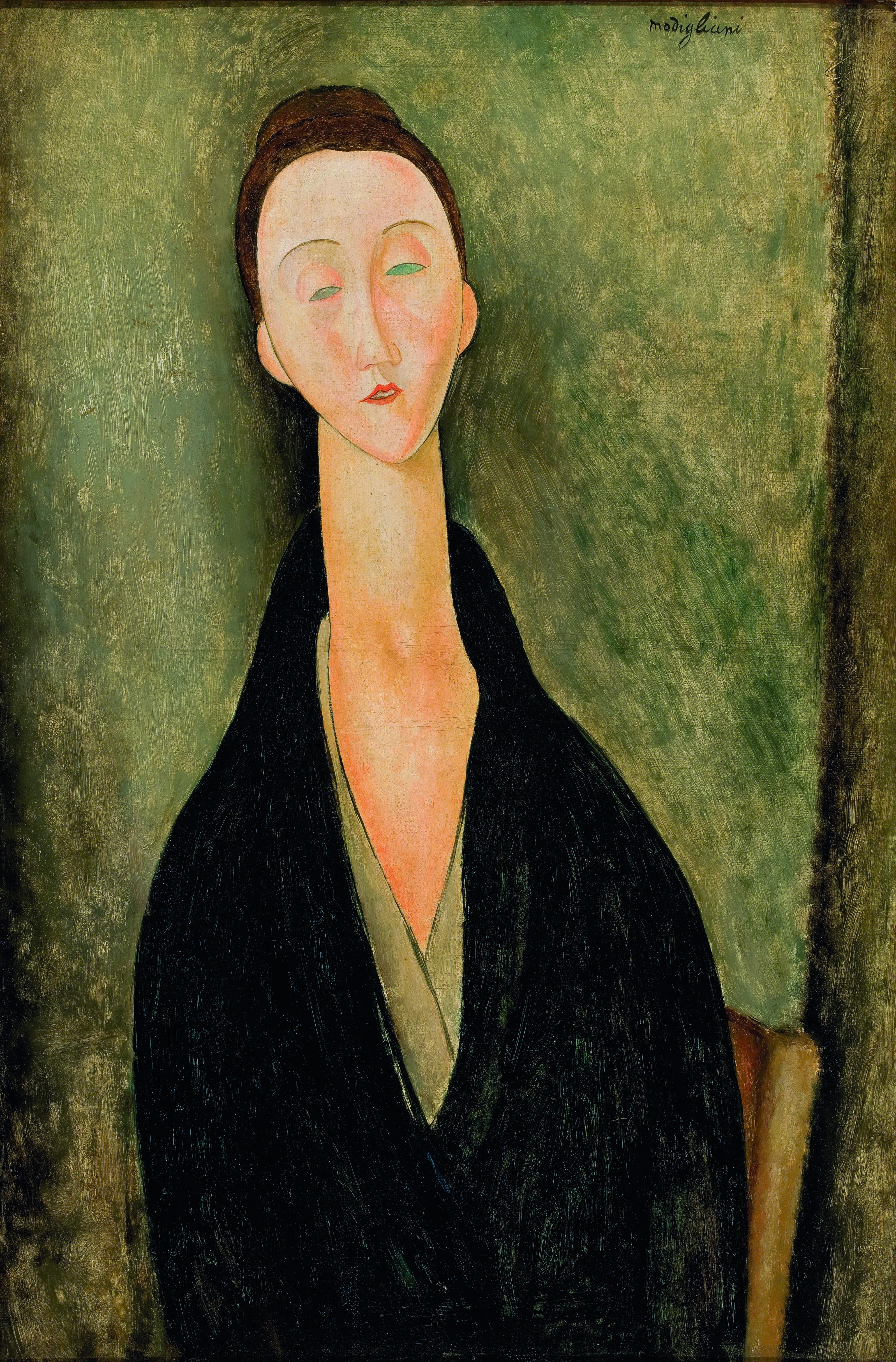
Amedeo Modigliani - Anna Zborowska
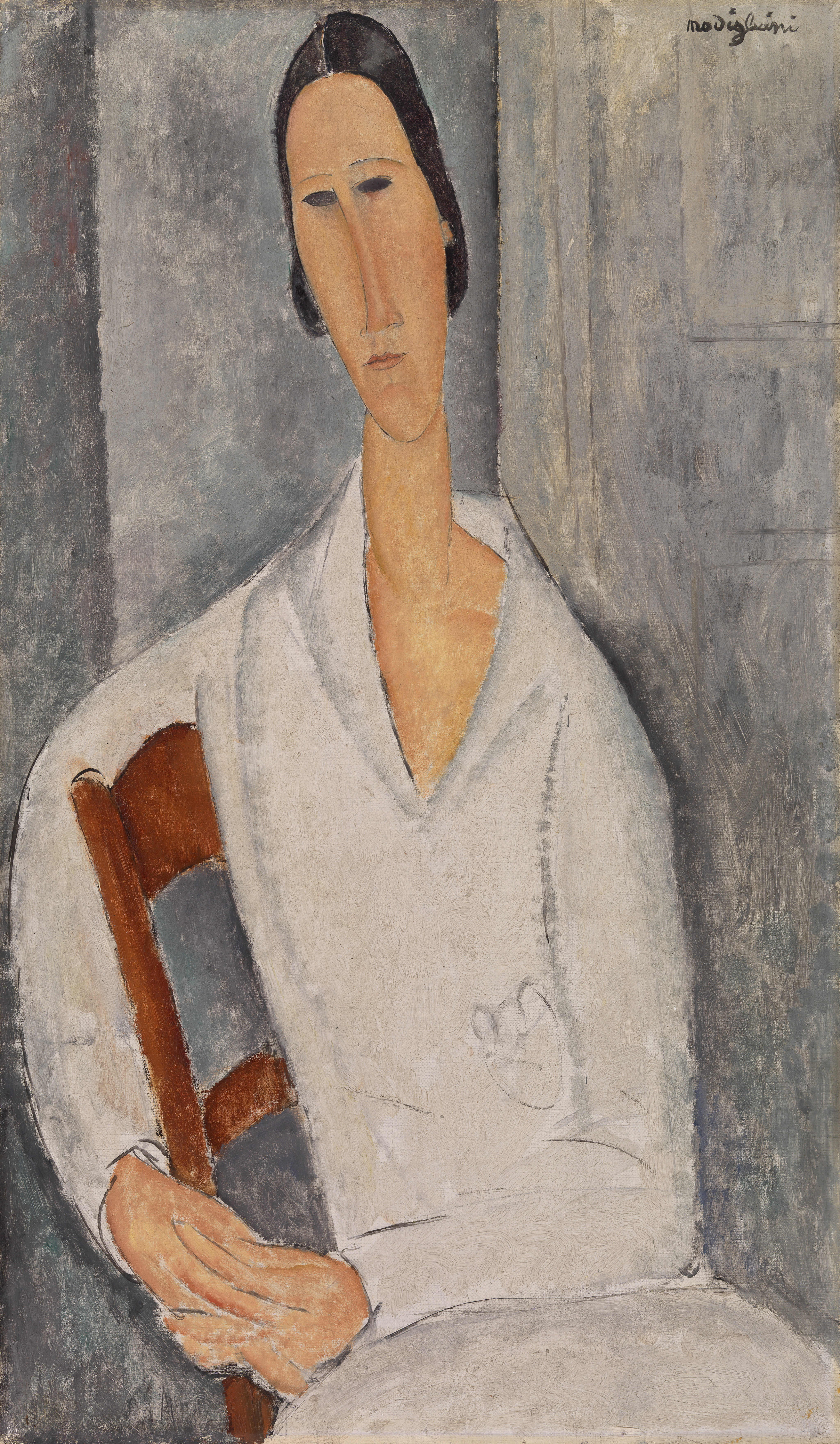
Amedeo Modigliani - Madame Hanka Zborowska accoudée à une chaise, Barnes Foundation
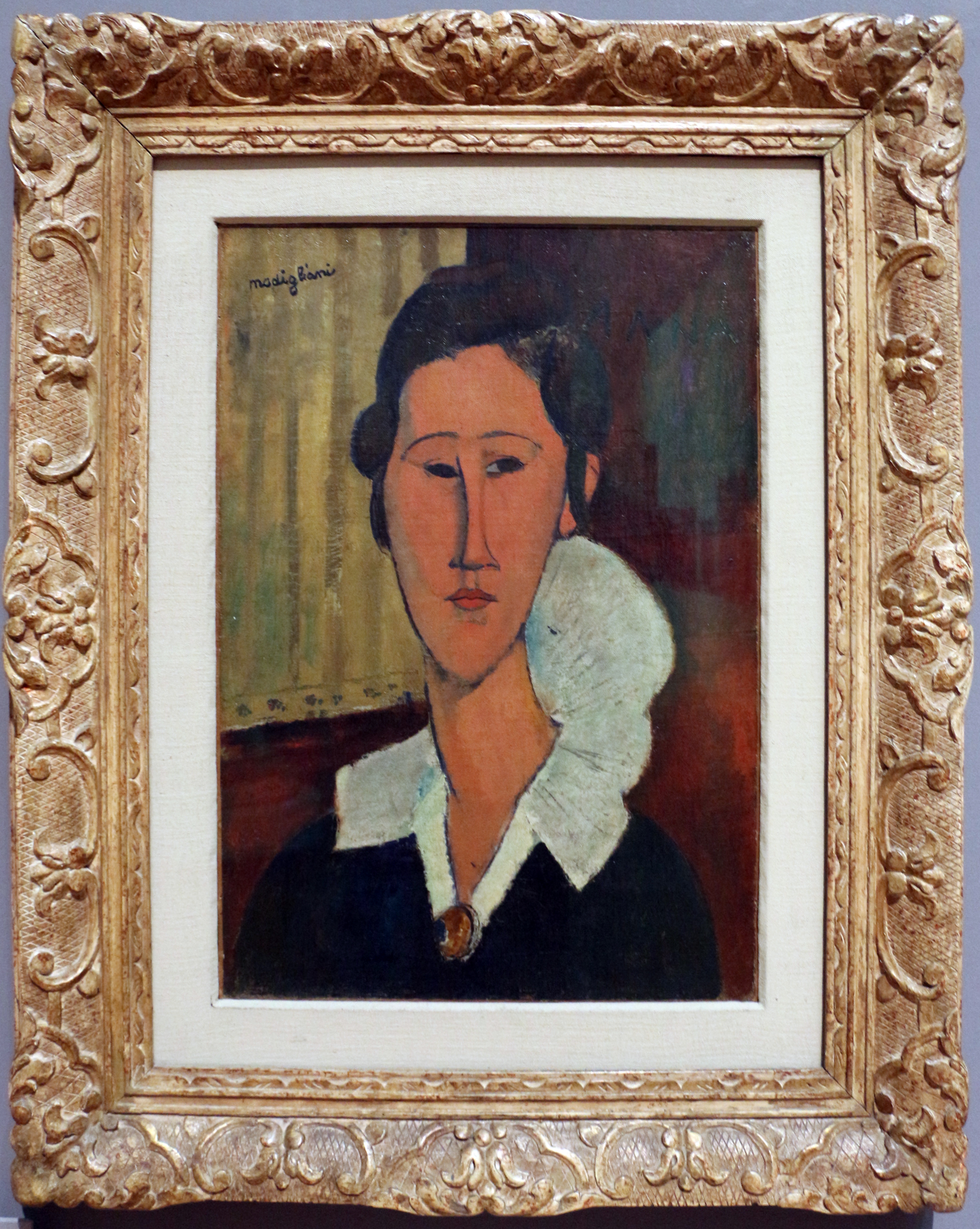
Amedeo Modigliani - Madame Zborovska
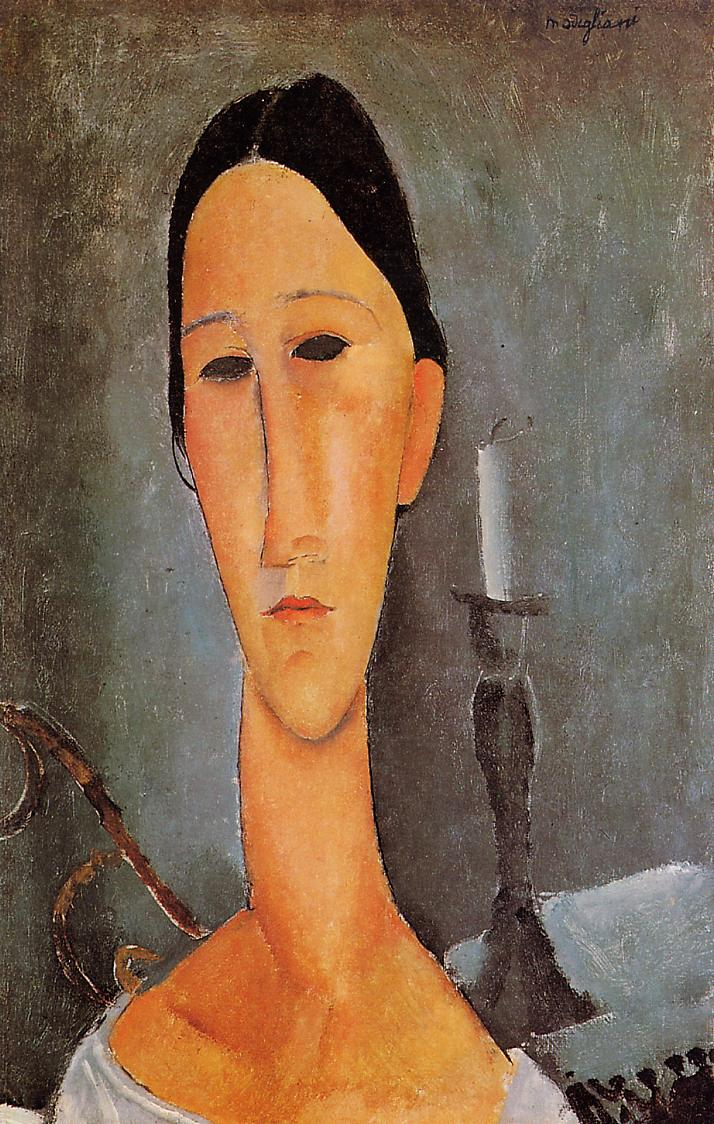
Amedeo Modigliani - Madame Zborovska

### Par Modigliani
- Hanka Zborowska, Amedeo Modigliani (1906-1916)[10]
- Portrait d'Hanka Zborowska, Amedeo Modigliani (1916[11] ou 1917[réf. incomplète])
- Portrait d’Anna Zborowska, Hanka Zborowska assise sur un divan, Amedeo Modigliani (1917), Museum of Modern Art[12]
- Portrait d'Anna Zborowska, Amedeo Modigliani (1917), galerie nationale d'art moderne et contemporain, Rome[13],[14]
- Portrait d'Hanka Zborowska, Amedeo Modigliani (1917), collection particulière[15]
- Madame Zborowska, Amedeo Modigliani (1918), Tate[16]
- La robe bleue (Hanka Zborowska), huile sur toile, Amedeo Modigliani (1918-1919), collection particulière[17]
- Untitled (Portrait of Madame Zborowska), dessin, Amedeo Modigliani (1919), Musée juif de New York[18]
- Hanka Zborowska au bougeoir, Amedeo Modigliani (1919)[19]

### Autres portraits
- Portraits de Madame Zborowska, Moïse Kisling (1915 et 1918)[20].Portrait d'Anna Zborowska, Félix Vallotton[21]
- Portrait de Madame Zborowska, Maurice Utrillo (1916)[22]
- Portrait de jeune femme, Tsugouharu Foujita (1918), collection particulière[23]
- Madame Zborowska, André Derain (1919), National Museum of Wales de Cardiff[24],[25]